# Сигналы и слоты
Сигналы и слоты — подход, используемый в некоторых языках программирования и библиотеках (например, Boost, gtkmm и Qt) который позволяет реализовать шаблон «наблюдатель», минимизируя написание повторяющегося кода. Концепция заключается в том, что компонент (часто виджет) может посылать сигналы, содержащие информацию о событии (например: был выделен текст «слово», была открыта вторая вкладка). В свою очередь другие компоненты могут принимать эти сигналы посредством специальных функций — слотов. Система сигналов и слотов хорошо подходит для описания графического интерфейса пользователя. Также механизм сигналов/слотов может быть применён для асинхронного ввода-вывода (включая сокеты, pipe, устройства с последовательным интерфейсом, др.) или уведомления о событиях. 

## Альтернативные подходы
Существуют реализации системы сигналов/слотов на основе шаблонов C++. Их преимущество в отсутствии необходимости использовать Метаобъектный компилятор, как это реализовано в Qt. В библиотеке Qt благодаря Метаобъектному компилятору отпадает необходимость писать код регистрации/дерегистрации/вызова, так как эти шаблонные участки кода генерируются автоматически.
Примеры:
- libsigc++[англ.] (Используется в gtkmm, C++ оболочке над Gtk+);
- sigslot;
- Signals;
- boost.signals2;
- Cpp::Events;
- Platinum;
- JBroadcaster.

В языке программирования C# есть похожая конструкция с другой терминологией и синтаксисом: события играют роль сигналов, а делегаты — роль слотов. Другая реализация сигналов существует для ActionScript 3.0, основанная на событиях из C# и сигналах/слотах из Qt. Дополнительно, делегатом может быть локальная переменная или указатель на функцию, в то время как в Qt слотом может быть только специально объявленный метод класса. Из-за ограничений языка, нет общей реализации для ANSI C. Но существует ограниченный вариант — c-sigslot.

## Сигналы и слоты в Qt (C++)
Создать сигнал в классе можно так:
```
class
 
A
 
:
 
public
 
QObject

{

    
Q_OBJECT

public
:

    
A
();

signals
:

    
void
 
someSignal
();

    
/* ... */

};

```

Слот можно создать так:
```
class
 
B
 
:
 
public
 
QObject

{

    
Q_OBJECT

public
:

    
B
();

public
 
slots
:

    
void
 
someSlot
();

    
/*...*/

};

```

Чтобы соединить сигнал и слот:
```
A
 
classA
();

B
 
classB
();

 

QObject
::
connect
(
&
classA
,
 
SIGNAL
(
someSignal
(
int
)),
 
&
classB
,
 
SLOT
(
someSlot
(
int
)));

```